# Flyleaf
Flyleaf is een Amerikaanse hardrockband opgericht in 2000 in Belton, Texas. De band heeft eerder onder verscheidene namen gespeeld: Listen, Sporos, The Grove en Passerby. Ze werden bekend in Texas onder de naam Passerby, maar wegens een bestaande band die de rechten op die naam in handen heeft, werd hun naam veranderd in Flyleaf. Een flyleaf is de blanco pagina vooraan in een boek.
De muziek van Flyleaf valt niet binnen een specifiek genre, de bandleden zelf definiëren hun nummers als 'heftige rockmuziek met emotioneel overladen songteksten'. Flyleaf verwierf internationale bekendheid met hun singles 'Fully Alive', 'I'm so Sick' (ook wel bekend uit de film Die Hard 4.0) en 'I'm so Sick' (T-Virus Remix) (uit de film Resident Evil: Extinction).
Flyleaf bracht in oktober van 2009 hun nieuw album uit, onder de naam Memento Mori. De leadsingle van het album is, Again. Een opvallende muzikale wijziging is dat Lacey Mosley het 'screamen' achterwege laat. 
Op 24 oktober 2012 meldt Lacey Sturm dat ze niet langer de zangeres van Flyleaf zal zijn. In een brief aan de fans schrijft Sturm dat ze door het verlies van crewlid Rich Caldwell nu pas beseft wat Memento Mori precies betekent. Hierdoor verkiest ze om niet langer de frontzangeres van de band te zijn en meer tijd te steken in haar man en zoon. De band heeft eveneens bevestigd dat Kristen May de nieuwe zangeres van Flyleaf zal zijn en zij voor het eerst te horen zal zijn tijdens de opkomende toers.
Op 30 oktober 2012 werd het album New Horizons in de winkels uitgebracht. Dit album telt elf nummers en bevat de hit 'New Horizons'. Het album is volledig opgenomen met de ex-zangeres Lacey Sturm.
In 2014 werd het album Between the Stars uitgebracht met Kristen May als zangeres.

## Discografie
- 2005 - Flyleaf
- 2009 - Memento Mori
- 2012 - New Horizons
- 2014 - Between the Stars